# ジャン・デュナン
ジャン・デュナン（Jean Dunand, 1877年5月20日 - 1942年）は、フランスの漆芸家、彫刻家、銅細工家、インテリアデザイナー。アール・デコの優れた漆芸家と見なされている。

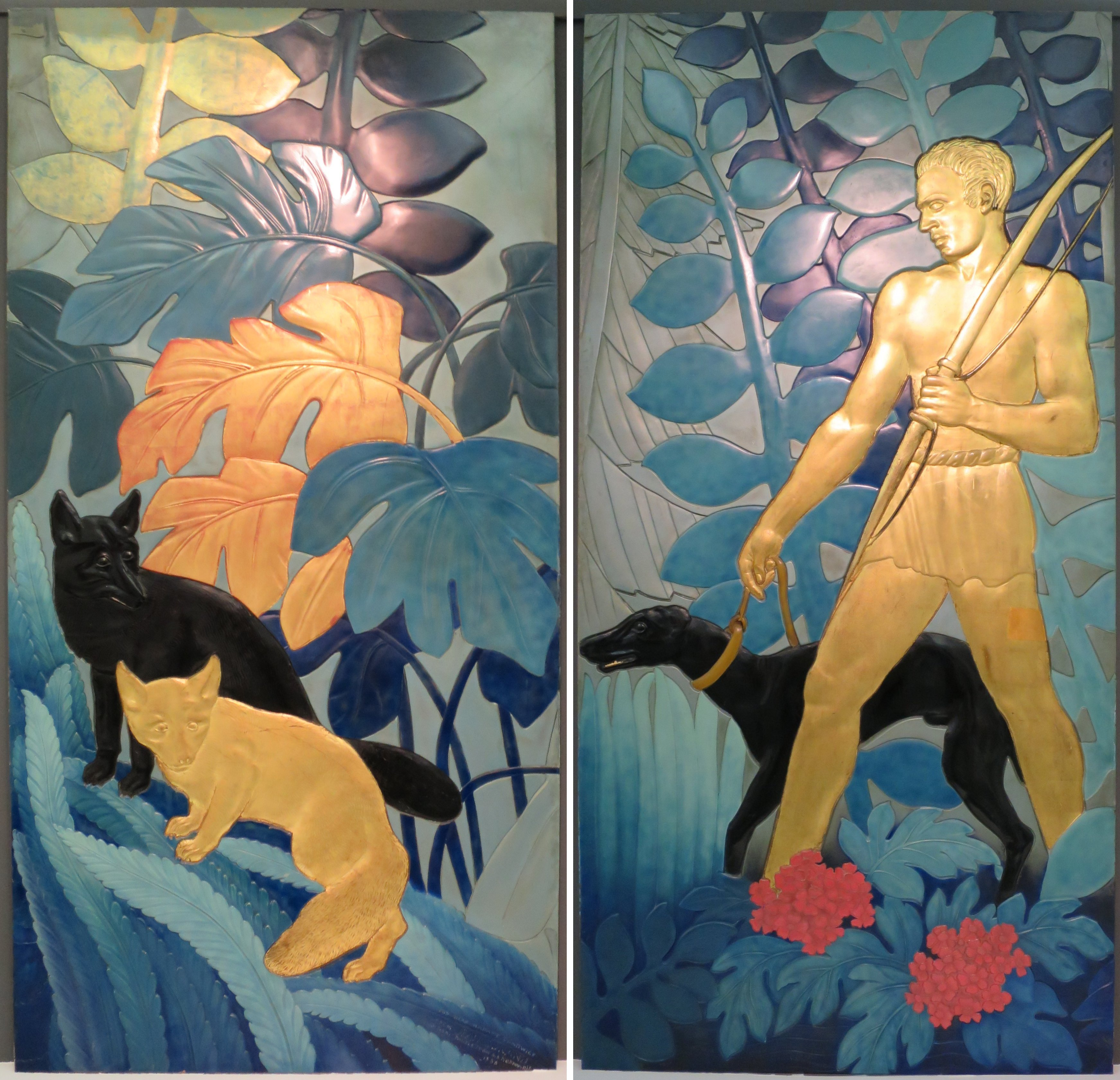
『狩猟』、1930年作、ウォルフソニアン-FIU美術館蔵

## 生涯
スイスのランシーで、1877年5月20日、ジュール・ジャン・デュナンとして生まれた(彼は1922年にフランスに帰化した)。
彼が14歳の時、ジュネーヴの工芸学校に通い彫刻の勉強を始めた。そこで、いくつかの賞を受賞している。5年の学業を修めた後卒業した。1897年、今度はパリに移り、国立装飾美術学校で学んだ。
1905年、ベアルン伯爵のための屋内装飾が国民美術協会で選出された。
デュナンは長い苦悩のあと、彫刻家、宝飾家のジャン・ダン(en:Jean Dampt)の下で仕事をし数年を経て、フランスで出稼ぎとラッカーの技術の習得に来ていた菅原精造と共に活動を始めた。
彼の作品は幾何学的の時もあり、キュビズムのようでもあるが、全くの独自性の持ち主で発明家でもあり、また自然主義の持ち主でもあった。彼は大量の作品を残している。ジャン・ランベール・ルッキen:Jean Lambert-Ruckiとギュスターブ・ミクロスen:Gustave Miklosらが同じ芸術家として刺激し合った。
1930年代には、客船ノルマンディーの内装も手掛けており、教え子の泉二勝磨も参加した。

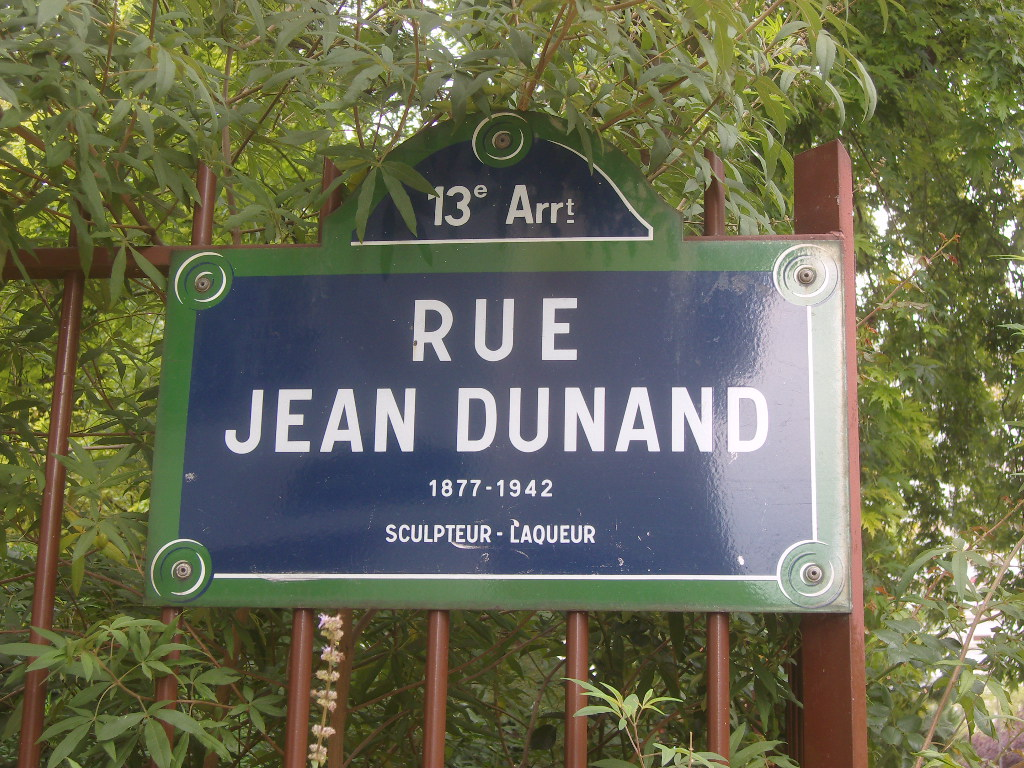
パリにあるデュナン通り